# مالدا
مالدا (به اسپانیایی: Maldá) یک منطقهٔ مسکونی در اسپانیا است که در اورژل واقع شده‌است. مالدا ۳۱٫۴ کیلومتر مربع مساحت دارد ۴۲۸ متر بالاتر از سطح دریا واقع شده‌است.